# アビノアム
アビノアム(a-bin'o-am, ab-i-no'am)は、シセラ率いるジャビンの軍隊を破ったバラクの父親。ケデシュ・ナフタリ出身。 
彼は士師記4：6、4：12、5：12でのみ言及されている。 
名は「（神の）父は快楽である」という意味。 ヘブライ語聖書のマソラ本文がアビノアムを読んでいるのに対し、ギリシャ語セプトゥアギンタの写本はアビニームまたはイアビンを読んでいる。